# Biskupi Brescii
Biskupi Brescii – lista biskupów diecezjalnych i pomocniczych włoskiej diecezji Brescia.

## Biskupi diecezjalni
- Ewazjusz z Brescii (zm. ok. 300)
- Flawiusz z Brescii (IV w.)
- Apoloniusz z Brescii (IV w.)
- Ursycyn z Brescii[a]
- Faustyn z Brescii (IV w.)
- Filastriusz (ok. 379–387)
- Gaudenty (387–410)
- Teofil z Brescii (V w.)
- Gaudioso z Brescii (440–?)
- Ottazjanusz (451–?)
- Wigiliusz z Brescii (V w.)
- Tycjan z Brescii (ok. 500–?)
- Paulin z Brescii (VI w.)
- Herkulan z Brescii (550–?)
- Honoriusz z Brescii
- Dominator z Brescii
- Pateriusz z Brescii
- Anastazy z Brescii (650–?)
- Dominik z Brescii (ok. 655–ok. 671)
- Feliks z Brescii (ok. 675–?)
- Deusdedit z Brescii (ok. 679/680)
- Godfryd z Canossy (ok. 970–976)
- Attone (976–?)
- Adalberto (996–1006)
- Landolfo (1007–1030)
- Olderico [I] (1031–1048)
- Adelmanno di Liegi (1048–1053)
- Olderico [II] (1053–1073)
- Giovanni (1080–?)
- Arimanno da Gavardo (1086–1115)
- Villano (1116–1132)
- Manfredo Boccacci (1132–1153)
- Rajmund (1153–1173)
- Giovanni Griffi (1175–1195)
- Giovanni da Palazzo (1195–1212)
- Alberto Rezzato (1213–1229)
- Guala de Roniis OP (1229–1244)
- Azzone da Torbiato (1244–1253)
- Cavalcano Sala (1253–1263)
- Martino Arimanni (1264–1275)
- Berardo Maggi (1275–1308)
- Federico Maggi (1309–1316)
- Princivalle Fieschi (1316–1325)
- Tiberio della Torre (1325–1333)
- Jacopo de Atti (1335–1344)
- Lamberto Balduino della Cecca OFM (1344–1349)
- Bernardo Tricardo OCist (1349–1358)
- Raimondo Bianchi OSB (1358–1362)
- Enrico de Sessa (1362–1369)
- Agapito Colonna (1369–1371)
- Stefano Palosio (1371–1373)
- Andrea de Aptis OSA (1373–1378)
- Nicolò Zanasio (1378–1384)
- Andrea Serazoni OSA (1383–1387)
- Tommaso Visconti OSA (1388–1390)
- Francesco Lante OFM (1390)
- Tommaso Visconti OSA (1390–1397)
- Tommaso Pusterla (1397–1399)
- Guglielmo Pusterla (1399–1416)
- Francesco Marerio (1419–1442)
- Pietro de Monte (1442–1457)
- Bartolomeo Malipiero (1457–1464)
- Domenico de Dominici (1464–1478)
- Lorenzo Zani (1478–1480)
- Paolo Zane (1480–1531)
- Andrea Cornaro (1532–1551)[b]
- Durante Duranti (1551–1557/1558)
- Domenico Bollani (1559–1579)
- Giovanni Delfino (1579–1584)
- Giovanni Francesco Morosini (1585–1596)
- Marino Zorzi (1596–1631)
- Vincenzo Giustiniani (1633–1645)
- Marco Morosini (1645–1654)
- Pietro Vito Ottoboni (1654–1664)
- Marino Giovanni Zorzi (1664–1678)
- Bartolomeo Gradenigo (1682–1698)
- Daniello Marco Delfino (1698–1704)
- Gianalberto Badoaro (1706–1714)
- Giovanni Francesco Barbarigo (1714–1723)
- Fortunato Morosini OSB (1723–1727)
- Angelo Maria Quirini OSB (1727–1755)
- Giovanni Molino (1755–1773)
- Giovanni Nani (1773–1804)
- Gabrio Maria Nava (1807–1831)
- Carlo Domenico Ferrari (1834–1846)
- Girolamo Verzeri (1850–1883)
- Giacomo Corna-Pellegrini (1883–1913)[c]
- Giacinto Gaggia (1913–1933)
- Giacinto Tredici (1933–1964)
- Luigi Morstabilini (1964–1983)
- Bruno Foresti (1983–1998)
- Giulio Sanguineti (1998–2007)
- Luciano Monari (2007–2017)
- Pierantonio Tremolada (od 2017)

## Biskupi pomocniczy
- Francesco Martinengo (1711–1746)
- Giacinto Gaggia (1909–1913)
- Emilio Bongiorni (1916–1937)
- Guglielmo Bosetti (1951–1961)
- Giuseppe Almici (1961–1965)
- Pietro Gazzoli (1968–1983)
- Vigilio Mario Olmi (1986–2003)
- Francesco Beschi (2003–2009)